# Белвю (Вашингтон)
Вижте пояснителната страница за други значения на Белвю.
Белвю (на английски: Bellevue) е град в окръг Кинг, щата Вашингтон, Съединените американски щати.
Има население от 117 000 жители (прибл. оценка 1 април 2006 г.) и обща площ от 87,8 км² (33,90 мили²). Основан е през 1869 г., а получава статут на град на 21 март 1953 г.
В Белвю е централният офис за САЩ на германския мобилен оператор Т-Мобайл – популярен оператор в Щатите, както и „Експидия“ (Expedia, Inc.) – известна онлайн туристическа агенция.

## Образование
В града се намира основната учебна база на колежа „Белвю“ и на Сити Юнивърсити, Сиатъл (на английски: City University of Seattle).

## Личности
- Стоун Госърд, китарист от групата Пърл Джем
- Бил Гейтс, съосновател на компанията Майкрософт
- Ичиро Сузуки, бейзбол играч за Сиатъл Меринърс
- Queensrÿche, американска хевиметъл група
- Гейб Нюъл, съосновател на компанията Valve Corporation

## Побратимени градове
- Лиепая (Латвия)
- Кладно (Чехия)[3]
- Хуалян (Тайван)
- Яо (Япония)

- Белвю, снимка от въздуха със Сиатъл оттатък езерото Уошингтън, 2013
- Небостъргачите на Белвю, поглед откъм езерото Уошингтън, 2015
- Мъгла в центъра на Белвю, 2016